# Alan Howell
Alvin Alfonso (Alan) Howell is een Arubaans politicus en partijleider van de POR. Van 2017 tot 2021 was hij lid en ondervoorzitter van de Staten van Aruba. 

## Leven
Howell is geboren en getogen in San Nicolas, de tweede stad van Aruba. Hij begon zijn carrière bij het Korpspolitie Aruba en volgde een opleiding tot politie-agent. 
Zijn eerste stappen in de politiek zette Howell in 2013 bij de AVP. Hij behaalde 420 voorkeursstemmen bij de statenverkiezingen; een relatief goed resultaat voor een nieuweling maar onvoldoende voor een statenzetel. Hierna fungeerde hij als coördinator milieu onder minister Mike de Meza. In 2017 stapte hij over naar de nieuwe partij POR. Howell is sedert 27 oktober 2017 lid en ondervoorzitter van de Staten van Aruba. Begin 2021 volgde hij Andin Bikker op als POR-partijleider en kondigde hij aan de partij te hervormen. Voor de verkiezingen van 2021 is hij lijsttrekker van een verkorte kandidatenlijst, waarop veel nieuwelingen uit de regio San Nicolas prijken. De verkiezingsuitslag leverde voor de POR een verlies van haar beide zetels op, waardoor Howell op 8 juli 2021 aftrad als statenlid.

### De zaak Diamante
Op 30 maart 2021 viel het Kabinet-Wever-Croes I nadat de MEP-partij niet langer verder wilde met haar coalitiegenoot, POR.  Aanleiding hiervoor was het strafrechtelijk onderzoek naar de misbruik van POR-fractiegelden. Howell zag geen reden zijn politieke functies neer te leggen, al was hij door het Openbaar Ministerie officieel als verdachte verhoord. Op 10 november 2021 werd hij aangehouden en werd in maart 2023 veroordeeld tot 2 jaren celstraf wegens verduistering van bijna Afl. 200.000 aan overheidsgelden, oplichting en valsheid in geschrifte.